# Högsby (gemeente)
Högsby is een Zweedse gemeente in Småland. De gemeente behoort tot de provincie Kalmar län. Ze heeft een totale oppervlakte van 802,6 km² en telde 6244 inwoners in 2004.
De ontstaansgeschiedenis van de gemeente is ingewikkeld te noemen. In 1889 werd Fågelfors een zelfstandige gemeente naast Högsby, dat al sinds de 17e eeuw als lokaal bestuur op de kaart staat. In 1948 kreeg het dorp Ruda zelfbestuur binnen de gemeentes Högsby en Långemåla. In 1952 werden Högsby, Långemåla en Fågelfors één gemeente. Ruda werd daar pas in 1959 aan toegevoegd. In 1969 kreeg de gemeente haar huidige vorm, toen Fågerhult werd toegevoegd.
Het gemeentewapen toont een gestileerde brug (Tingsbron) met drie bogen in zilver op een blauw veld. Het werd vastgesteld in 1969.
De gemeente lijdt onder een sterk afnemende en vergrijzende bevolking. De hoge werkloosheid en het gebrek aan industrie draagt daar ook aan bij. De grootste werkgever (buiten de overheid) is een bouwbedrijf met 70 werknemers. Landbouw is de belangrijkste economische sector, vooral in het dal van de rivier Emån.

## Plaatsen
| # | Plaats          | Inwoneraantal |
| - | --------------- | ------------- |
| 1 | Högsby (plaats) | 1 965         |
| 2 | Berga           | 785           |
| 3 | Ruda            | 608           |
| 4 | Fågelfors       | 465           |
| 5 | Fagerhult       | 235           |
| 6 | Långemåla       | 154           |
| 7 | Grönskåra       | 122           |
| 8 | Björkshult      | 71            |